# Skandal w Bohemii
Skandal w Bohemii (ang. A Scandal in Bohemia) – pierwsze opowiadanie z cyklu 56 opisujących przygody detektywa Sherlocka Holmesa autorstwa Arthura Conana Doyle’a, które ukazały się w The Strand Magazine. Alternatywne polskie tytuły to Królewski skandal, Niezwykła kobieta i Skandal w Czechach.

## Fabuła
Akcja rozpoczyna się w domu przy Baker Street, gdzie Sherlock Holmes przyjmuje nowego klienta – jest nim dziedziczny król Czech, Wilhelm Gottsreich Sigismond von Ormstein. Oświadcza, iż jakiś czas temu miał on przelotny romans z pewną piękną i jednocześnie bardzo przebiegłą kobietą, Ireną Adler, urodzoną w New Jersey primadonną Opery Warszawskiej. Kobieta uznała ich związek za poważny i sądziła, że wezmą ślub. Jednak Irena nie mogła być królową, ponieważ nie wywodziła się z rodziny arystokratycznej. Gdy ona i król rozstali się, zaczęła grozić byłemu kochankowi, że wyśle ich wspólne zdjęcie fotograficzne w dniu zaręczyn jego przyszłej żonie, pochodzącej ze skandynawskiej rodziny królewskiej. W obawie przed skandalem władca, obiecując nagrodę, prosi Holmesa o odnalezienie zdjęcia i wykradzenie go Adler. Wcześniej wiele razy już przeszukiwano jej dom, jednak fotografii nie znaleziono.

### Poszukiwanie zdjęcia przez Sherlocka Holmesa
Pragnąc dowiedzieć się czegoś więcej o Irenie, Holmes w przebraniu ubogiego stajennego zjawił się na jej dworku, Briony Lodge. Dowiedział się od służby, że kobieta opuszcza dom jedynie na występy w operze. Natomiast często odwiedza ją pewien jegomość. Nikt jednak nie wiedział, czy to jej prawnik, przyjaciel bądź kochanek. Podszywając się pod stajennego, Holmes podsłuchał, że Irena wraz ze swoim tajemniczym znajomym, Godfreyem Nortonem, wyrusza do Kościoła świętej Moniki na Edgeware Road dwiema różnymi dorożkami. Detektyw również wynajął dorożkę i wyruszył za nimi. Dojechał do kościoła, gdzie Irene Adler i jej narzeczony najwyraźniej zamierzali się pobrać. W kościele nie było nikogo, kto nadawałby się na świadka. Sherlock wszedł do świątyni i zgodził się być świadkiem na ślubie.
Po ceremonii Godfrey wylewnie podziękował Holmesowi za pomoc, po czym wręczył mu suwerena. Niedługo później Holmes wraz z Watsonem, objaśniwszy doktorowi sprawę, pojawił się w pobliżu domu Ireny. Wynajął uliczników, którzy mieli zachowywać się rubasznie w stosunku do artystki, aby on mógł się zjawić w przebraniu duchownego i obronić ją. Wtedy jeden z „adoratorów” uderzył Holmesa tak, by „stracił on przytomność” i trzeba go było przenieść do domu Ireny. Sherlock udał, że potrzebuje świeżego powietrza. Otwarcie okna przez służbę było umówionym znakiem dla Watsona, który wrzucił do pomieszczenia świecę dymną i krzyknął, że dom Adler się pali. Holmes przypuszczał, że w takiej sytuacji kobieta będzie starała się uratować to, co dla niej najcenniejsze (czyli zdjęcie), tym samym zdradzając miejsce jego ukrycia. Plan powiódł się. Irena, gdy tylko usłyszała o pożarze, natychmiast zabrała zdjęcie z kryjówki. Holmes planował zabrać je nazajutrz.
Wieczorem, gdy wracał z Watsonem na Baker Street, ktoś życzył mu dobrej nocy. Osoba ta najwyraźniej nie chciała się ujawniać. Następnego dnia, gdy Holmes i Watson wraz z królem zjawili się w domu Ireny okazało się, że kobieta wraz ze swym mężem wyjechała. Holmes zajrzał do miejsca, w którym Irena trzymała zdjęcie. Znalazł tam fotografię samej Ireny i list zaadresowany do niego. Pisała w nim, że gdy „duchowny” zaczął mówić o pożarze, nabrała podejrzeń i podążyła za nim w przebraniu mężczyzny, po czym życzyła mu dobrej nocy. Gdy zorientowała się, z kim ma do czynienia, postanowiła poddać się, zabrać zdjęcie i wyjechać wraz ze swym mężem. Dała słowo, że zdjęcie nie ujrzy światła dziennego. Uradowany król zawołał cóż za niezwykła kobieta i zaproponował Holmesowi, by wybrał sobie nagrodę za wykonane zadanie. Sherlock po przeczytaniu listu poprosił króla o zdjęcie Ireny.
Watson skomentował, że był to jeden z nielicznych przypadków, gdy ktoś pokonał Holmesa. Stwierdził także, że Irene Adler była kimś, do kogo Holmes żywił dwuznaczne uczucia.
Holmes wspomina Irenę w opowiadaniach Sprawa tożsamości, Błękitny Karbunkuł, Jego ostatni ukłon i (bez wymieniania imienia) Pięć pestek pomarańczy.

## Ekranizacje
- 1983 produkcji Lenfilm pt. Сокровища Агры, fabuła wpleciona do zasadniczej akcji filmu opartej na Znaku czterech (Holmes Wasilij Liwanow, Watson Witalij Sołomin, król Georgij Martirosjan, Irena Larisa Sołowiowa)[3][4].
- 1984 pierwszy odcinek serialu Granada TV (Holmes Jeremy Brett, Watson David Burke, król Wolf Kahler, Irena Gayle Hunnicutt)[5][6].
- 2012 pierwszy odcinek drugiego sezonu serialu Sherlock. Fabuła odcinka, zatytułowanego Skandal w Belgrawii, luźno nawiązuje do opowiadania.

Irene Adler jest też bohaterką filmów luźno nawiązujących do kanonicznych przygód Holmesa:
- 1976 Sherlock Holmes w Nowym Jorku (Holmes Roger Moore, Watson Patrick Macnee, Irena Charlotte Rampling)[7].
- 1984 Maska śmierci (Holmes Peter Cushing, Watson John Mills, Irena Anne Baxter)[8][9].
- 1993 The Hound of London (Holmes Patrick Macnee, Watson John Scott-Paget, Irena Carolyn Wilkinson)[10].
- 2009 Sherlock Holmes (Holmes Robert Downey Jr., Watson Jude Law, Irena Rachel McAdams)[11].